# Água potável e saneamento na Bolívia
A cobertura de água potável e saneamento em Bolívia aumentou consideravelmente desde 1990 com altos investimentos no setor. No entanto, as coberturas seguem sendo as mais baixas do continente e a qualidade de serviço esta com mal qualidade. A instabilidade política e institucional tem contribuído à debilitação das instituições do setor a nível nacional e de muitas instituições locais. Duas concessões a empresas privadas estrangeiras em duas das três cidades maiores: Cochabamba e Grande La Paz - falharam em 2000 e 2006 respectivamente. A segunda cidade do país, Santa Cruz da Serra, gere seu sistema de saneamento através de uma cooperativa, com sucesso relativo aos sistemas urbanos de duas outras grandes cidades do país.

## Acesso
As estimativas para o acesso à água potável variam dependendo nas fontes de informação. Segundo as Nações Unidas eram assim em 2010:
| Água       | Definição ampla       | 96% | 71% | 88% |
| Água       | Conexões domiciliares | 95% | 51% | 80% |
| Saneamento | Definição ampla       | 35% | 10% | 27% |
| Saneamento | Alcantarillado        | 98  | 98  | 98  |

Fonte: Programa de Monitoreo Conjunto de Água Potável e Saneamento da OMS/UNICEF
As coberturas mais baixas encontram-se nos departamentos de Pando, Potosí, Oruro.
Segundo o governo boliviano a cobertura de água potável era mais baixa: 75% em 2010. A cobertura de saneamento era bem mais alta comparado à estimativa das Nações Unidas: 50% em 2010.

## Qualidade do serviço
A qualidade dos serviços esta baixa na maioria dos sistemas de água e saneamento do país. Segundo a OMS no ano 2000 somente o 26% dos sistemas urbanos contavam com desinfecção e somente o 25% das águas negras eram tratadas. Segundo um estudo da alemã GIZ em 2011 só 30% das águas negras colectadas estavam sujeitos a tratamento, e 70% desses 30% não estavam tratados adequadamente porque as plantas de tratamento de águas negras não funcionavam bem.

## Acontecimentos recentes
Nas três últimas décadas o marco institucional do sector tem revelado sua fragilidade porquanto tem sofrido reiteradas reestruturações como produto das mudanças de Governo e, portanto, de concepções para enfrentar a problemática do país. Neste contexto, resulta muito difícil desenhar e executar políticas contínuas, coerentes e sustentadas para o médio e longo prazo.

### Anos 90: Privatização e Regulação

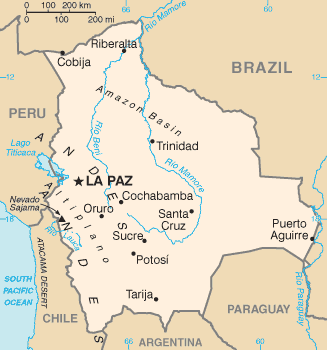
Fonte:CIA World Factbook.

Durante o segundo governo de Hugo Banzer (1997-2001) reformou-se o marco institucional do sector com a Lei 2029 de 1999 que estabeleceu o marco legal para a participação do sector privado e formalizou a existência de um ente regulador, a SISAB
Neste período davam-se em concessão ao sector privado os sistemas de água e saneamento de La Paz/O Alto à empresa Águas de Illimani S.A. (AISA), subsidiaria da empresa francesa SUEZ (a então Lyonnaise dês Eaux) em 1997, e o sistema de Cochabamba a Águas de Tunari, subsidiaria das empresas multinacionais Biwater e Bechtel, em 1999.
Depois produziram-se dois levantamentos populares contra a privatização do água, o primeiro em Cochabamba em abril de 2000 e o segundo no Alto, em janeiro de 2005, resultando na terminação das duas concessões. No caso ulterior, AISA foi substituído pela Empresa Pública Social de Água e Saneamento (EPSAS), que foi criticada por interrupções de abastecimento, erros de faturação, subidas de tarifas e falta de preparação para situações de desastre ou emergência. Representantes da dirigência vecinal do Alto anunciaram a criação de um provedor novo e independente só para sua cidade.
Fosse de #dois grandes cidades, as EPSA e Juntas encarregadas do serviço à maioria da população do país ficavam públicas e comunitárias. O governo definiu em 2001 um Plano Nacional de Saneamento Básico 2001-2010 para aumentar o acesso a água e saneamento, melhorar a qualidade do serviço e promover a sustentabilidade dos serviços.
Em 2001 mudou-se uma importante norma técnica no sector, a Norma Boliviana NB 688 para o desenho e construção de alcantarillado sanitário. A norma revisada permite a instalação de sistemas de alacantarillado sanitário mais eficiente e de menor custo, e portanto ajudar-se-á a aumentar a cobertura de saneamento com fundos escassos.

### Plano Nacional de Saneamento e nova política financeira para o sector
No mesmo ano 2001 o governo aprovou o Plano Nacional de Saneamento Básico 2001-2010 com o objectivo de aumentar a cobertura e a qualidade de água potável e saneamento e fomentar seu uso eficaz.
No ano 2004 o governo de Carlos Mesa adotou uma nova política financeira para o sector, conseguindo um apoio orçamental significativo (Euro 51.5 milhões) por parte da União Europeia.
Também no ano 2004 a cooperativa SAGUAPAC em Santa Cruz recebeu o Certificado de Qualidade Internacional ISO 9001, outorgado pela organização certificadora alemã TÜV Rheinland.

### O governo de Evo Morales
Em 2006 o MAS ganhou as eleições e Evo Morais foi eleito como Presidente da República. "O água não pode ser um negócio privado porque (se se converte numa mercadoria) estar-se-ia a violar os direitos humanos. O recurso água deve ser um serviço público", enfatizou o Presidente eleito Evo Morais. O novo Presidente criou um Ministério de Água e nomeou como premiê de água a um líder dos protestos no Alto contra Águas de Illimani. Nomeou como Vice-Ministro de Serviços Básicos a Luis Sánchez-Gómez Cuquerella, um ativista da luta contra a privatização em Cochabamba.
O governo de Evo Morais contempla uma nova lei de serviços de água potável e alcantarillado sanitário, denominada “Água para a Vida”. Como declarava o vice-ministro Réne Orellana, este novo marco jurídico eliminaria a SISAB e a sustituirá por um regulador desconcentrado. Eliminar-se-á a taxa de regulação e a figura jurídica da concessão e introduzir-se-á uma tarifa de eletricidade para EPSAs que provem água e aprofunda os direitos dos registros e licenças.

## Experiências inovadoras
Em 2007 assinou-se um convênio para compra-a de redução de gás invernadero entre SAGUAPAC e o Fundo de Carbono para o Desenvolvimento Comunitário gerido pelo Banco Mundial. A iniciativa era a primeira em seu gênero, nos países em via de desenvolvimento, que se inscreve no marco do Mecanismo de Desenvolvimento Limpo do Protocolo de Kyoto. O Fundo compra um equivalente de 200.000 toneladas de equivalente de dióxido de carbono até o ano 2015. Uma parte dos rendimentos gerados por esta transação serão usados para melhorar os serviços de alcantarillado nas áreas mais pobres de Santa Cruz da Serra.

## Responsabilidade para água e saneamento
O marco institucional do sector define-se na Lei de Serviços de Água Potável e Alcantarillado Não 2029 de 1999, revisada em 2000 na Lei 2066. Como se menciona mais acima (desenvolvimentos recentes) o governo de Evo Morales contempla uma nova lei de serviços de água potável e alcantarillado sanitário, denominada “Água para a Vida”.

### Políticas
A responsabilidade para o sector de água e saneamento cai no Ministério de Meio ambiente e Água com três Vice-ministérios:
- o Vice-ministério de Água Potável e Saneamento Básico,
- o Vice-ministério para o Médio Ambiento e a Mudança Climática,
- o Vice-ministério para recursos hídricos e a irrigação.

Os Ministros mudam frequentamente, em alguns casos mantendo no escritório por menos de um ano. A estrutura ministerial esta também sujeito a mudanças frequentes. Por exemplo, em 2006 criou-se um Ministério de Água com três Vice-Ministérios:
- Vice-ministério de Serviços Básicos
- Vice-ministério de Bacias e Recursos Hídricos
- Vice-ministério de Irrigação[14]

Anteriormente estas atribuições eram da responsabilidade de três Ministérios:
- Água potável e saneamento estava baixo a responsabilidade do Vice-Ministério de Saneamento Básico (VSB) do Ministério de Moradia e Serviços Básicos.
- A irrigação estava a cargo do Ministério de Assuntos Camponeses.
- A gestão do meio ambiente estava baixo a responsabilidade do Ministério de Meio ambiente.

No Ministério há uma Unidade Executora (EMAGUA), criada em 2009 com a responsabilidade para a execução de todos os investimentos nos sectores ao cargo do Ministério.
Existe um Plano Sectorial de Desenvolvimento de Saneamento Básico (PSD-SB), atualizado em 2011 até 2015. O Plano enfatiza o direito humano ao água e a participação social.
Há também um Conselho Interinstitucional do Água (CONIAG), uma "instância de diálogo, acordo, coordenação e de gestão participativa social, com as organizações sociais e econômicas".

### Regulação e Assistência Técnica
A regulação das empresas urbanas neste sector estão ao cargo da Autoridade de Fiscalização e Controle Social de Água Potável e Saneamento Básico (AAPS), a qual outorga licenças de serviços, e estabelece os princípios para fixar preços, tarifas, taxas e quotas. Em 2012 um total de 1041 provedores de serviços tinham uma licença de serviço. A AAPS esta também responsável para receber queixas dos utentes. Outros entes reguladores em América Latina normalmente não outorgam concessões de serviços; esta responsabilidade recae nos municípios nestes países. O governo de Evo Morales dissolveu todas as Superintendências, portanto dissolveu a Superintendência de Saneamento Básico (SISAB), o regulador anterior do sector.
O Serviço Nacional de Apoio à Sustentabilidade em Saneamento Básico (SENASBA) tem como responsabilidade o planejamento, e em parte a implementação, do desenvolvimento comunitário, da promoção de higiene e da assistência técnica aos provedores de serviços. O SENSABA tem substituído a FUNDASAB (Fundação de Apoio à Sustentabilidade do Saneamento Básico), criada em 2005.

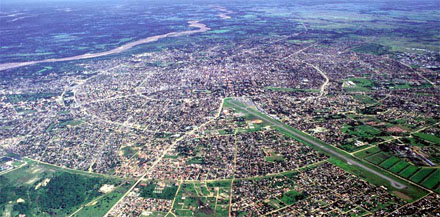
Santa Cruz de la Sierra

### Provisão de serviços
A nível urbano os Governos Municipais, diretamente ou através de Empresas Prestadores de Serviços, estão a cargo da administração e operação dos serviços. Ademais são responsáveis pelo desenvolvimento de planos e programas de expansão dos serviços para sua área de jurisdição em coordenação com as Prefeituras Departamentais. O país tem 327 municípios e 14 Empresas Prestadores de Serviços de Água Potável e Alcantarillado (EPSA).
As EPSAs têm várias formas legais:
- Algumas são empresas públicas descentralizadas baixo tuición e super-vigilância da Municipalidade, como no caso de SAMAPA em La Paz e de SEMAPA em Cochabamba;
- Outras são cooperativas, como no caso de SAGUAPAC em Santa Cruz e no caso de outras EPSAs nos Departamentos de Santa Cruz, A Tarija e Beni.
- Outras são Sociedades Anônimas Mistas (SAM), como no caso de MANCHACO que serve a mancomunidade do Chaco, a qual é conformada de seis municípios em três departamentos do Chaco Boliviano.[17]

As EPSAs que servem as três maiores cidades do país são as seguintes:
- O Serviço de Água Potável e Alcantarillado de Santa Cruz Memória Anual 2011 SAGUAPAC, uma cooperativa com 182,497 conexões de água e 113,604 conexões de alcantarillado(2011).
- A SAMAPA em La Paz.
- A SEMAPA em Cochabamba com 61,000 conexões de água e 65,000 conexões de alcantarillado.

As EPSAs formam a Associação Nacional de Empresas de Serviços de Água Potável e de Alcantarillado (ANESAPA), fundada em 1982.
O pessoal técnico que trabalha na maioria dos governos municipais, EPSA e EMAS "não tem a suficiente capacidade e experiência que se precisa para gerir projetos de água".
Isso esta devido a "as constantes mudanças de pessoal que sofrem todas as instituições estatais em Bolívia e a escassez de recursos financeiros destes organismos, que lhes impede contratar aos trabalhadores mais qualificados, já que estes se vão ao sector privado onde encontram uns salários mais elevados."
A nível rural são as Juntas ou Comitês de Água os entes encarregados de administrar e manter os sistemas.

## Aspectos econômicos

### Tarifas e recuperação de custos
A recuperação de custos diminuiu nos anos dantes de 2012, principalmente devido ao facto que não teve aumento de tarifas por alguns anos enquanto os custos aumentaram. Teve uma indxación das tarifas de água à inflação, mas o governo suspendeu esta indexação.

### Investimento
Os investimentos no sector aumentaram de maneira significativa entre 2008 e 2011, atingindo um total de USD 425 milhões neste período.
Em 2009 investiram-se 80 milhões USD, dos que o Estado assumiu quase o 72% e a Cooperação externa assumiu o 28% restante. Na década das ochentas o investimento no sector não superou US$20 milhões a cada ano. A partir de 1990 esta média aproximou US$40 milhões. Em 1999, o investimento atingiu US$ 69 milhões. Desde o ano 2000, o investimento diminui apesar de uma subida em 2004 (veja-se diagrama abaixo):

### Financiamento
No período 2008-2011 o 42% correspondeu ao financiamento externo, principalmente do BID, Banco Mundial, da CAF, JICA de Japão e KfW de Alemanha. Anteriormente, no período 1992-2000, o 58% correspondeu ao financiamento externo, o 17% aos governos municipais, o 8% ao investimento privado e o 17% aos departamentos.
No 2004 o Governo do Presidente Carlos Mesa definiu uma nova Política Financeira do Sector: As EPSAs recebem créditos e transferências para investimentos quando participem num Plano de Modernização Institucional (PMI) e estabelecem um Plano Integral de Desenvolvimento (PID). Os recursos atribuem-se à cada EPSA com prioridade àqueles com maiores taxas de pobreza e menor cobertura, segundo uma fórmula matemática chamada Mapeador Financeiro Pectoral (AFS). Também os subsídios são mais altos e as condições dos empréstimos menos onerosas para aqueles EPSA com menor cobertura e pobreza mais alta.
O Fundo Nacional de Investimento Produtivo e Social (FPS) (Ex-Fundo de Investimento Social) também canaliza recursos para investimentos em saneamento básico, principalmente em áreas rurais em localidades com menos de 5,000 habitantes. Segundo o lugar site do FPS, o 27.55% de seus projectos em execução (sem especificar data ou um monte total) levam-se a cabo no área de saneamento básico.
Segundo um documento do BID de 1999, a política nacional de financiamento do saneamento básico nesta época consistiu em que o município contribui um 10% e a comunidade um 20%. Desta última contribuição, o 5% investe-se em numerário e o 15% através de materiais locais e mão de obra.

## Apoio externo
Os doadores mais importantes no sector são a Alemanha, o BID, o Banco Mundial, a CAF e a União Europeia. Os doadores e o governo coordenam-se no Grupo de Cooperação Internacional em Água e Saneamento (GRAS).

### Alemanha
A agência de cooperação técnica GIZ está a apoiar um programa de capacitação chamado Programa de Água Potável e Alcantarillado Sanitário em Pequenas e Médias Cidades (PROAPAC). Com o apoio do PROAPAC, durante o ano 2002 consolidou-se a criação de duas EPSA mancomunadas em duas regiões deprimidas de Bolívia, o Chaco e o Norte de Potosí. Seu funcionamento está baseado na figura jurídica de EPSA Mancomunitaria Social, onde municípios, os operadoras dos serviços e a população beneficiária estão comprometidos em conseguir a sustentabilidade, a qualidade e continuidade dos serviços. O Banco de desenvolvimento KfW está a apoiar melhoras de infraestrutura e desenvolvimento institucional de EPSAs.

### Banco Interamericano de Desenvolvimento
O Banco Interamericano de Desenvolvimento aprovou em 2012 um empréstimo de USD 78 milhões para o apoio presupostal sectorial. O desembolso está unido a uma matriz de de medidas de política sectorial, incluindo melhoras no planejamento sectorial, o desenvolvimento institucional e comunitário, o fortalecimento da política de financiamento e na monitorização e a avaliação. Uma segunda fase está planificada para 2014.
O BID aprovou em 1999 um empréstimo de US$40 milhões que procura a melhorar a qualidade e a cobertura de serviços básicos de água e saneamento em comunidades rurais com menos de 1000 habitantes.

### Banco Mundial
O Projeto de Desenvolvimento Urbano, aprovado em 2006, é um empréstimo de US$30 milhões que procura a melhorar o acesso dos pobres urbanos a serviços básicos, inclusive o alcantarillado (43%) e a proteção de inundações (7%) em La Paz, O Alto e Santa Cruz da Serra.

### Corporação Andina de Alavancagem
A Corporação Andina de Alavancagem (CAF) apoia o sector de saneamento básico principalmente com seu apoio ao programa MINHA Água (Mais Investimentos em Água) que está a financiar através do FPS pequenos investimentos em água potável e a irrigação. Está desembolsando rapidamente desde seu início em 2011, mas a qualidade de planejamento e de execução esta débil, pondo em perigo a sostenibildad dos serviços. O programa tem financiamento de USD 146 milhões, inclusive USD 115 milhões do CAF.
O Programa de Investimentos ao Sector Saneamento Básico, aprovado em 2003, foi um empréstimo de USD 30 milhões, executado pelo Ministério de Obras Públicas, Serviços e Moradia. Está totalmente desembolsado. O Programa de Água e Saneamento é um empréstimo de USD 43 milhões, executado pelo Ministério de Fazenda.

### União Europeia
A União Europeia intervém no sector de saneamento baixo vários programas e projetos.
O programa mais longo é um apoio orçamental de 51.5 milhões de Euros chamado o Programa de Apoio Sectorial em Abastecimento de Água e Saneamento (PASSAS) iniciado em 2004, baixo a modalidade de um apoio orçamental sectorial (conhecido por seus séculos em inglês como SWAP ou Sector-wide approach). Uma doação de 22 milhões para uma segunda fase está planificada para 2012.
Desde 2002 a UE apoia ao sector com um programa da higiene e saúde de base (PROHISABA) de Euro 25 milhões. O Programa intervém nos Departamentos de Tarija e Potosí. O componente de infra-estrutura do programa intervém através de um Fundo Produtivo Social (FPS). As prefecturas departamentais são as contrapartes operativas do programa, e os serviços departamentais de Saúde são os entes operativos.
A UE também tem um projeto de água e saneamento 7.5 milhões de Euros no Departamento de Pando, chamado PRASPANDO, para uma execução entre 2001 e 2008.

## Relações externas
- Ministério de Meio ambiente e de Água
- Autoridade de Fiscalização e Controle Social de Água Potável e Saneamento Básico (AAPS)
- Comissão para a Gestão Integral do Água em Bolívia (CGIAB)
- Associação Nacional de Empresas e Instituições de Serviço de Água Potável e Alcantarillado (ANESAPA)
- Programa de Água e Saneamento Bolívia
- A Cooperativa de Serviços Públicos de Santa Cruz Ltda.(SAGUAPAC)